# デンマーク人
デンマーク人（デンマークじん、デンマーク語: danskere）はデンマークの国民で、ほとんどはデンマーク語を話し、自らをデンマーク民族に属すと考えている。
現代のデンマーク人はスウェーデンのスコーネから来たデーン人とユトランド半島の先住民であるアングル人、ジュート人、フリース人とが混血してできた民族である。
19世紀にデンマーク国民としてのアイデンティティーが形成されてからは、デンマーク国民としての基準は、デンマーク語を話しデンマークを故郷と認識することになった。デンマーク国民のアイデンティティ―は小作農文化とルター派を基に成り立っている。今日、デンマーク人であるかの主な判断基準はデンマーク人としてのナショナリティを有するかである。いっぽうで国外への移民も含めてデーン人を祖先に持つ人々という基準もある。

## 言語
デンマーク語である。ただし、ユトランド半島においては、ユトランド方言がある。